# Калиманов, Константин Доментианович
Константин Доментианович Калиманов — советский хозяйственный и политический деятель.

## Биография
Родился в 1930 году в Баку. Член КПСС.
В 1955—1970 гг. — инженерный и партийный работник в ЦИАМ имени Баранова.
В 1970—1978 гг. — председатель Люберецкого городского комитета народного контроля, председатель Люберецкого горисполкома, секретарь Люберецкого горкома КПСС.
В 1978—1987 гг. — первый секретарь Люберецкого горкома КПСС.
Делегат XXVI и XXVII съездов КПСС.
Почётный гражданин Лыткарино.
Умер в 1997 году в Люберцах.

## Награды
- Орден Трудового Красного Знамени (дважды)
- Орден Дружбы народов